# Albocenses

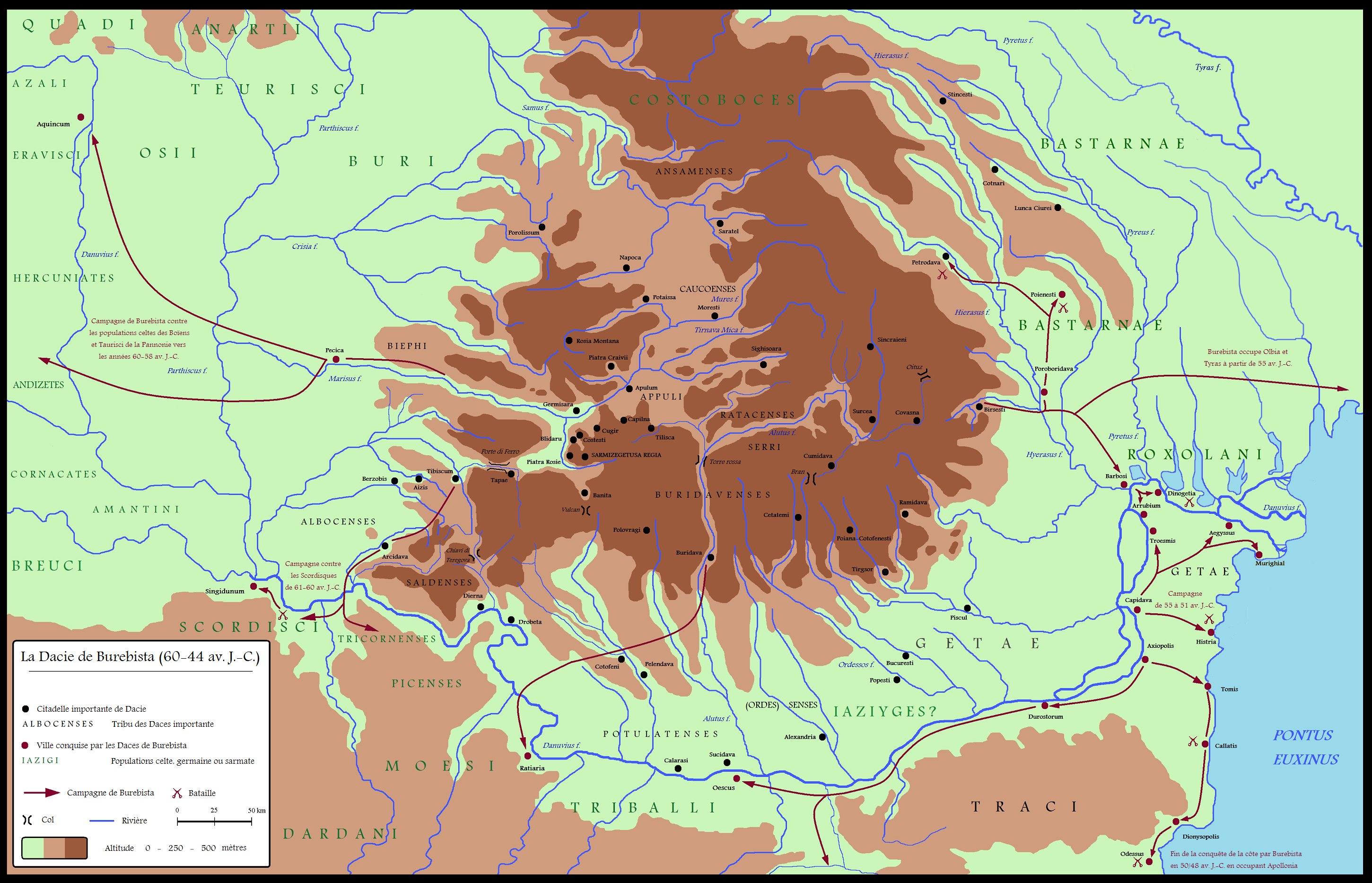
Tribus dacias

Los albocenses (en latín: Albocenses/Albocensii) fueron una tribu dacia que habitó el área del Banato (norte de Serbia y Rumanía) incluyendo las ciudades de Kovin (Contra Margum), Trans Tierna, Ad Medias II, Kladovo (Ad Pontes), Apu, Arcidava, Centum Putea, Ram (Lederata) y Praetorium I.  Vivieron junto al río Timiş (Tibiscus) al norte del territorio de los saldenses y al sur de los biephi.  Se cree que la tribu emigró a Hispania en tiempos romanos.
Maximo de Moesia, gobernador de Moesia con el emperador Valente, se acercó las tierras de los albocenses antes de las guerras góticas.